# Fairview (condado de Westchester)
Fairview es un lugar designado por el censo ubicado en el condado de Westchester en el estado estadounidense de Nueva York. En el año 2000 tenía una población de 2,887 habitantes y una densidad poblacional de 2,139.9 personas por km². Fairview se encuentra ubicado dentro del pueblo de Greenburgh.

## Geografía
Fairview se encuentra ubicado en las coordenadas 41°2′37″N 73°47′52″O / 41.04361, -73.79778. Según la Oficina del Censo, la ciudad tiene un área total de 1 km² (0,4 mi²), de la cual 1 km² (0,4 mi²) es tierra y 0 km² (0 mi²) (0%) es agua.

## Demografía
Según la Oficina del Censo en 2000 los ingresos medios por hogar en la localidad eran de $50,905, y los ingresos medios por familia eran $60,259. Los hombres tenían unos ingresos medios de $32,276 frente a los $34,448 para las mujeres. La renta per cápita para la localidad era de $24,219. Alrededor del 12.0% de la población estaban por debajo del umbral de pobreza.